# JavaBeans
JavaBeans sind Software-Komponenten für die Programmiersprache Java. JavaBeans entwickelten sich aus der Notwendigkeit heraus, GUI-Klassen (AWT, Swing) einfach zu instanziieren und mittels RMI zu übertragen. JavaBeans werden auch als Container zur Datenübertragung verwendet. Daher zeichnen sich alle JavaBeans durch folgende Eigenschaften aus:
- Öffentlicher parameterloser Konstruktor
- Serialisierbarkeit (Serializable)
- Öffentliche Zugriffsmethoden (Public Getters/Setters)

Auf Grund dieser Eigenschaften eignen sich JavaBeans auch als Datenobjekte für Persistenzframeworks (siehe Enterprise JavaBeans).

## Überblick
Eine JavaBean ist eine Java-Klasse, die einem Komponentenmodell entspricht, um automatisierten Zugriff auf ihre Eigenschaften (Membervariablen) und Operationen (Methoden) zu erlauben. Das Java-SDK stellt Anwendungsentwicklern die Bean-API (das Paket java.beans) zur Verfügung, um beispielsweise eine Kurzbeschreibung einer Bean anzuzeigen. Das JavaBean-Komponentenmodell wurde vor allem entwickelt, um eine einheitliche API zur einfacheren Entwicklung von GUI-Buildern bereitzustellen. Beans realisieren eine verbesserte Serialisierung und damit Netzwerkfähigkeit, Wiederverwendbarkeit, Portabilität und Interoperabilität.
Eine Komponente ist nur dann eine JavaBean, wenn sie der JavaBeans API Specification entspricht, die von der JavaBeans Component Architecture spezifiziert wird.

## Instanziierung
Eine JavaBean besitzt immer einen Konstruktor ohne Parameter (Standardkonstruktor). Dies ermöglicht eine standardisierte Instanziierung, beispielsweise einer Schaltfläche:
```
JButton
 
button
 
=
 
(
JButton
)
 
Class
.
forName
(
"javax.swing.JButton"
).
newInstance
();

```

Eine Alternative dieser Instanziierung ist:
```
JButton
 
button
 
=
 
new
 
JButton
();

```

## Zugriffsoperationen
Alle Eigenschaften einer Bean wahren das Geheimnisprinzip (information hiding). Der Zugriff ist über spezielle Operationen möglich, die bestimmten Konventionen entsprechen müssen.
Für eine Eigenschaft foo heißt die lesende Operation (Getter) getFoo. Bei booleschen Variablen ist alternativ auch isFoo möglich, was allgemein vorgezogen wird. Die schreibende Operation (Setter) heißt setFoo. Indizierte Eigenschaften besitzen jeweils zwei Getter und Setter: Einen für die Gesamtheit, einen für einen bestimmten Index. Eine schreibgeschützte Eigenschaft besitzt keinen (öffentlichen) Setter.

## Introspektion
Introspektion ist der Mechanismus, eine Bean auf ihre Eigenschaften, Ereignisse (Events) und Operationen zu analysieren. Die API bietet dabei Möglichkeiten, die eine zusätzliche Unterstützung zur Introspektion von Seiten des Bean-Entwicklers unnötig machen. Beans können per Reflexion untersucht werden, wenn sie sich an die in der Spezifikation definierten Konventionen halten.
Ferner gibt es die Möglichkeit, für jede Bean eine BeanInfo-Klasse zu schreiben, die Informationen über die Bean, ihre Eigenschaften und Operationen enthält. Die Klasse java.beans.Introspector sucht erst nach expliziten Informationen und vervollständigt diese durch Reflexion.

## Weiteres
Bei der Änderung einer Bound Property (gebundene Eigenschaft) müssen Objekte über die Änderung informiert werden. Bei Constrained Properties können diese zudem ein Veto einlegen. Die Bean-API stellt hierfür ein Event Delegation Model bereit.
Es können grafische Editoren und Customizer für bestimmte Datentypen und Beans erstellt und durch sie Eigenschaften bequem angepasst werden.
Es gibt einen Persistenzmechanismus für Beans. So können Beans beispielsweise als XML-Dokument gespeichert werden.